# Torneig del Toro de la Vega
El torneig del Toro de la Vega és un acte taurí que es fa cada any a la localitat de Tordesillas, Valladolid, Castella i Lleó. És festa d'interés turístic des de l'any 1980 i espectacle taurí tradicional des de 1999. El torneig consisteix en la caça o persecució d'un brau per desenes de picadors o llancers, en què aquests intenten clavar una llança al brau per a matar-lo. L'acte és cada any motiu de controvèrsia; cada any s'organitzen manifestacions contràries al Toro de la Vega.
El 19 de maig del 2016, la Junta de Castella i Lleó, mitjançant un decret llei, va prohibir la mort de l'animal en la festa, de manera que es pot celebrar el torneig però sense que els aficionats matin el brau a la vista de tothom. L'Ajuntament de Tordesillas va recórrer aquesta mesura, però el recurs no va ser admès a tràmit pel Tribunal Constitucional.

## Galeria

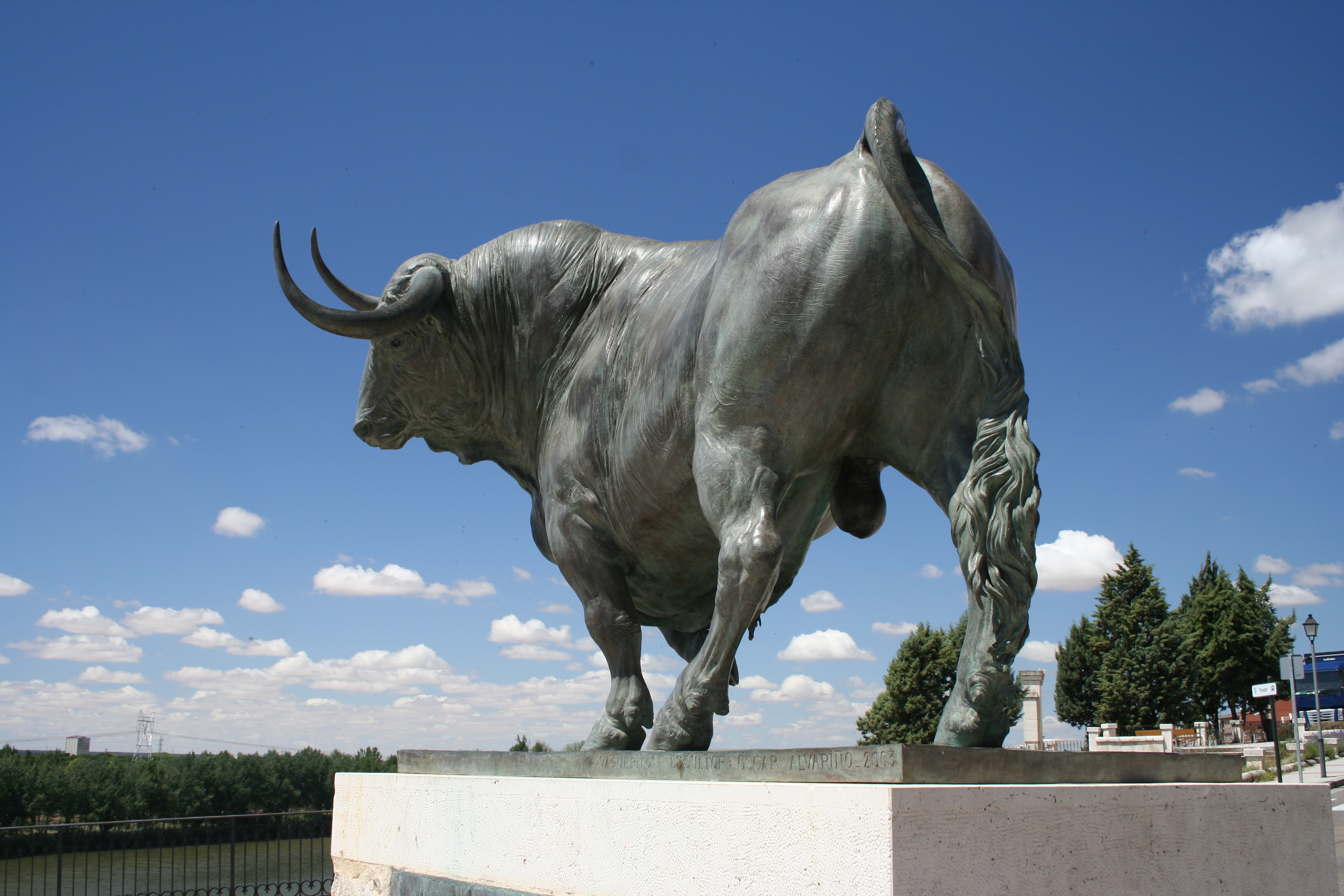
Monument al Toro de la Vega a Valladolid.
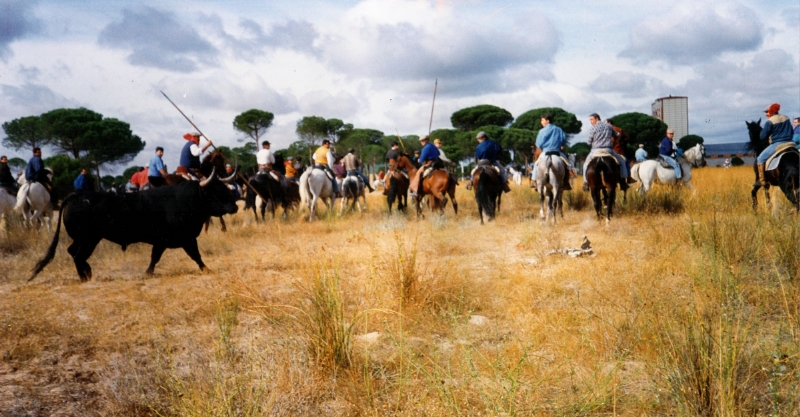
Torneig del Toro de la Vega (1993).
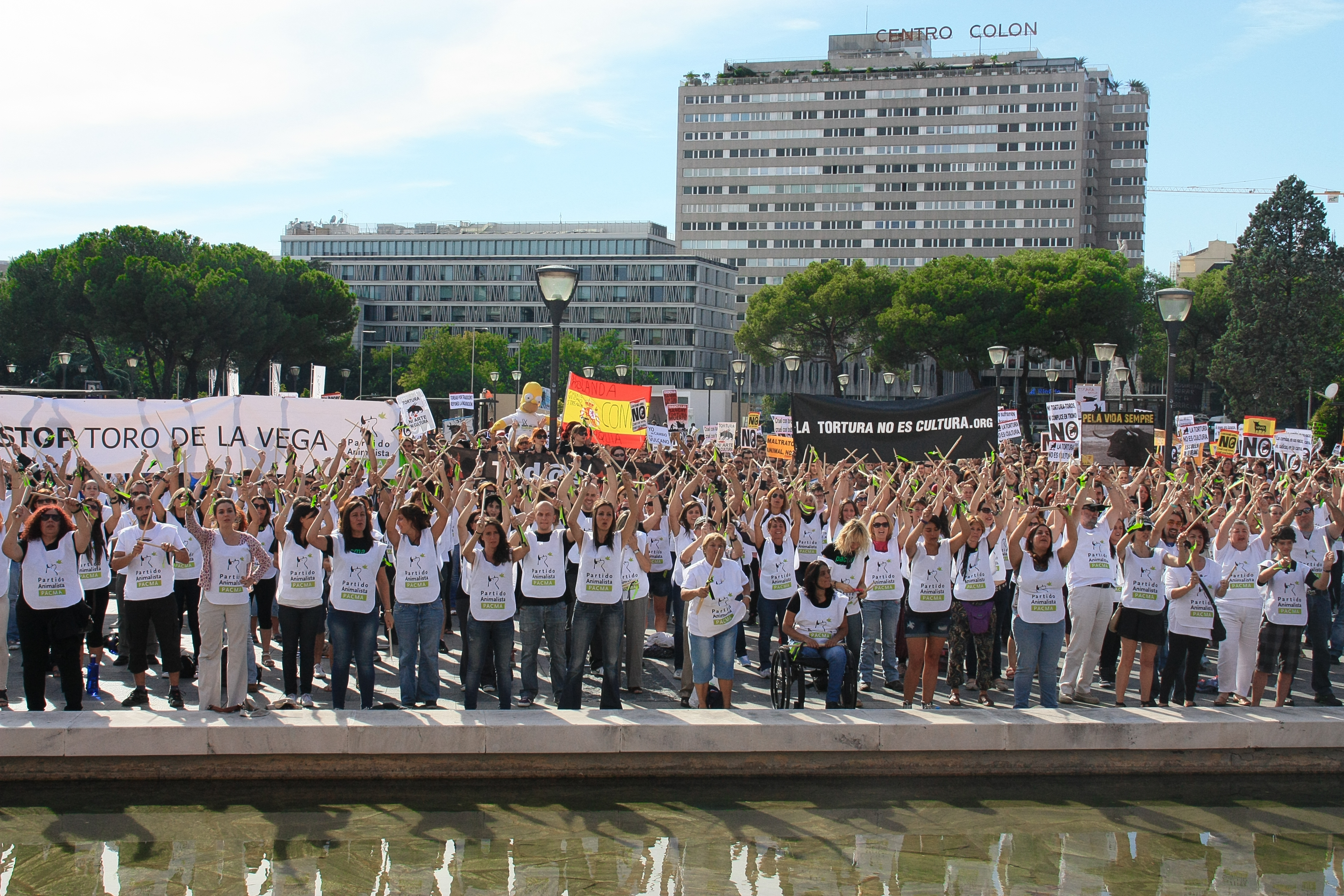
Manifestació contra el Toro de la Vega de PACMA l'any 2009.